# Michail Olegowitsch Smirnow
Michail Olegowitsch Smirnow (russisch Михаил Олегович Смирнов; * 3. Juni 1990 in Sankt Petersburg) ist ein ehemaliger russischer Fußballspieler.

## Karriere
Smirnow begann seine Karriere bei Smena St. Petersburg. Zur Saison 2006 wechselte er zu Zenit St. Petersburg. Nach der Saison 2008 verließ er Zenit. Nach einem Jahr ohne Klub wechselte er zur Saison 2010 zu Amkar Perm. Im August 2011 debütierte er dann für die Profis von Amkar gegen Rubin Kasan in der Premjer-Liga. In der Saison 2011/12 kam er insgesamt zu fünf Erstligaeinsätzen. In der Saison 2012/13 absolvierte er vier Partien im Oberhaus.
Zur Saison 2013/14 wurde Smirnow an den Zweitligisten FK Neftechimik Nischnekamsk verliehen. Für Neftechimik kam er bis zur Winterpause zu 14 Einsätzen in der Perwenstwo FNL. Im Januar 2014 kehrte er wieder nach Perm zurück, wo er aber nie mehr eingesetzt wurde. Zur Saison 2014/15 wechselte er fest zum Zweitligisten FK Tosno. In seiner ersten Spielzeit kam er zu 24 Zweitligaeinsätzen für Tosno. In der Saison 2015/16 machte er 28 Partien.
Zur Saison 2016/17 zog Smirnow weiter zum Ligakonkurrenten FK Kuban Krasnodar. Für Kuban spielte er in seiner ersten Saison 16 Mal in der FNL. In der Saison 2017/18 machte er 18 Spiele, Kuban löste sich aber nach Saisonende auf. Der Innenverteidiger blieb der Liga erhalten und schloss sich zur Saison 2018/19 dem FK Sibir Nowosibirsk an. Für Sibir kam er zu 32 Zweitligaeinsätzen, auch Sibir löste sich aber 2019 auf.
Smirnow wechselte daraufhin zum vormaligen Ligakonkurrenten FK Fakel Woronesch. Für Fakel kam er bis zum COVID-bedingten Saisonabbruch zu 14 Einsätzen. In der Saison 2020/21 absolvierte er 16 Partien, in der Saison 2021/22 neun. 2022 stieg er mit Woronesch in die Premjer-Liga auf. Im Oberhaus kam er in der Saison 2022/23 aber nur einmal zum Einsatz. Anschließend beendete er im Juni 2023 seine Karriere als Aktiver und rückte in den Trainerstab.